# Weede
Weede er en by og en kommune i det nordlige Tyskland, beliggende i Amt Trave-Land under Kreis Segeberg. Kreis Segeberg ligger i den sydøstlige del af delstaten Slesvig-Holsten.

## Geografi
Weede ligger lige øst for Bad Segeberg ved motorvejen A 20 mod Lübeck. I kommunen ligger ud over Weede landsbyerne Herrenbranden, Mielsdorf, Söhren og Steinbek. Fra 1916 til 1967 havde Weede jernbanestation på linjen Lübeck-Bad Segeberg.